# Paul Frère
Paul Frère (Le Havre, 30 gennaio 1917 – Saint-Paul-de-Vence, 23 febbraio 2008) è stato un pilota automobilistico, scrittore e giornalista belga, nato in Francia.
Ha collaborato allo sviluppo di numerose automobili sportive di serie ed ha scritto numerosi libri di argomento automobilistico, in particolare relativi ai modelli della Porsche. Era, infatti, universalmente considerato uno dei più grandi esperti del settore, in particolare di Porsche 911, infatti ha scritto uno dei libri più completi su questa vettura. 
Come giornalista collaborava con la rivista Quattroruote.
In campo cinematografico appare in un "cameo" nel film "Il vergine" (Le départ) di Jerzy Skolimowski interpretando sè stesso durante un colloquio amichevole con il protagonista Jean-Pierre Léaud.

## Carriera
Frère corse come pilota semiprofessionista per circa quindici anni, unendo questa sua professione a quella di giornalista, fino al 1952 quando vinse il Grand Prix des Frontières per vetture di Formula 2. A partire da questo momento la sua carriera decollò e, oltre ad ottenere i suoi primi punti in Formula 1 al debutto nello stesso anno, venne assunto dalla Scuderia Ferrari nel 1955. L'anno seguente conquistò poi un secondo posto al Gran Premio del Belgio.
Il risultato più importante della sua carriera sportiva fu comunque la vittoria nella 24 ore di Le Mans del 1960, insieme al connazionale Olivier Gendebien, su una Ferrari 250 Testa Rossa. Pochi anni dopo decise, però, di ritirarsi dall'automobilismo e di continuare il suo lavoro di giornalista.
Nel 1978 fu uno dei piloti che portò la Mercedes C 111 al conseguimento di numerosi record sul circuito di Nardò.
La sua morte avvenne in Francia nel 2008 a seguito delle complicazioni dovute ad un grave incidente automobilistico in cui era stato coinvolto nell'anno precedente in Germania.. Dopo il funerale, il suo corpo è stato cremato a Nizza e le ceneri vennero sparse presso il Circuito di Spa-Francorchamps.

### Risultati in Formula 1
| 1952 | Scuderia         | Vettura    |  |  |   |  |  |     |     |  |  | Punti | Pos. |
| ---- | ---------------- | ---------- |  |  | - |  |  | --- | --- |  |  | ----- | ---- |
| 1952 | HWM-Écurie Belge | HWM 52-T15 |  |  | 5 |  |  | Rit | Rit |  |  | 2     | 16º  |

| 1953 | Scuderia | Vettura |  |  |  |    |  |  |  |     |  | Punti | Pos. |
| ---- | -------- | ------- |  |  |  | -- |  |  |  | --- |  | ----- | ---- |
| 1953 | HWM      | HWM 53  |  |  |  | 10 |  |  |  | Rit |  | 0     |      |

| 1954 | Scuderia | Vettura |  |  |     |     |  |     |  |  |  | Punti | Pos. |
| ---- | -------- | ------- |  |  | --- | --- |  | --- |  |  |  | ----- | ---- |
| 1954 | Gordini  | T16     |  |  | Rit | Rit |  | Rit |  |  |  | 0     |      |

| 1955 | Scuderia | Vettura |  |   |  |   |  |  |  |  |  | Punti | Pos. |
| ---- | -------- | ------- |  | - |  | - |  |  |  |  |  | ----- | ---- |
| 1955 | Ferrari  | 555 F1  |  | 8 |  | 4 |  |  |  |  |  | 3     | 15º  |

| 1956 | Scuderia | Vettura |  |  |  |   |  |  |  |  |  | Punti | Pos. |
| ---- | -------- | ------- |  |  |  | - |  |  |  |  |  | ----- | ---- |
| 1956 | Ferrari  | D50     |  |  |  | 2 |  |  |  |  |  | 6     | 7º   |

| Legenda | 1º posto     | 2º posto | 3º posto    | A punti         | Senza punti/Non class.  | Grassetto – Pole position Corsivo – Giro più veloce |
| Legenda | Squalificato | Ritirato | Non partito | Non qualificato | Solo prove/Terzo pilota | Grassetto – Pole position Corsivo – Giro più veloce |